# 胡容卿
胡容卿 ，香港資深電視人，先後任職於無線電視、亞洲電視和有線電視。

## 簡歷
她曾就读於香港大学，主修英國文學及翻譯。曾任職香港影視及娛樂事務管理處，TVB高級節目經理，專責明珠台節目及推廣，1993年開始在亞洲電視出任節目總監，對外購劇集如《包青天》、《三國演義》等作包裝宣傳 。
1997年加入香港有線電視，2002年出任有線體育有限公司副總裁，策劃有線電視世界盃嘉年華 。自徐小明於2009年4月起退出有線娛樂職務，胡容卿出任香港有線娛樂有限公司執行董事，主理有線娛樂平台直至2011年2月退休，由曾展章接任其工作。

## 製作理念
她在基督教電視節目製作機構真證傳播接受訪問時表示，深信製作正面積極信息的節目與市場需求並無衝突，而傳媒對社會有潛移默化的作用，她堅持傳媒要負起社會責任。

## 相關爭議
胡容卿接管有线娱乐平台后，有线進行了一系列調整與改動，引起傳媒關注。
有線電視一些靈異、風水節目如《怪談》、《峰生水起精讀班》獲較多廣告贊助和較高收視，不過在胡任內被停播，此举在社会上引起讨论，《怪谈》前主持人亦對停播感到可惜。另有報道指節目開鏡的傳統拜神儀式改為牧師帶領的祈禱會，而拜神上香畫面亦不播出，更有雜誌稱娛樂節目主播的裝束也受影響。2009年8月，有報道指一有線員工向傳媒發匿名電郵，指胡推出的節目投入高但收視不佳，又叫停高收視節目。
胡容卿回应指出“节目不可能得‘零’收视”，可能是因为“计算收视率的方法不同”所致；她又指《怪談》的停播是因為節目已經做了10年，「是時候需要尋新出路」，停播並不涉及個人宗教信仰，自己很「冤枉」。她还建議員工有意見可以向她直接反映。